# جواز سفر سانت لوسي
يصدر جواز سفر سانت لوسي لمواطني سانت لوسيا للسفر الدولي. اعتبارًا من 10 أغسطس 2021 كان لدى مواطني سانت لوسيا تأشيرة بدون تأشيرة أو تأشيرة عند الوصول إلى 146 دولة وإقليم، مما جعل جواز سفر سانت لوسيا يحتل المرتبة 31 من حيث حرية السفر وفقًا لمؤشر هينلي لجوازات السفر.

## روابط خارجية
- قائمة البلدان التي لا تطلب تأشيرات لدخول أيرلندا نسخة محفوظة 23 أكتوبر 2010 على موقع واي باك مشين. .
- http://www.stlucia.gov.lc/pr2007/january/saint_lucians_warned_on_passport_misuse_as_new_issuing_system_gets_underway.htm
- http://pm.gov.lc/former_prime_ministers/kenny_d_anthony/statements/2003/prime_minister_address_the_nation_on_national_security_march_6_2003.htm